# Slanci
Slanci (em cirílico:Сланци) é uma vila da Sérvia localizada no município de Palilula, pertencente ao distrito de Belgrado, na região de Šumadija. A sua população era de 1812 habitantes segundo o censo de 2009.

## Demografia
| 1948  | 1953  | 1961  | 1971  | 1981  | 1991  | 2002  |
| ----- | ----- | ----- | ----- | ----- | ----- | ----- |
| 1 452 | 1 520 | 1 578 | 1 685 | 1 681 | 1 736 | 1 770 |